# ヒメノ・ガルセス (ナバラ王)
ヒメノ・ガルセス（スペイン語：Jimeno Garcés, 931年5月29日没）は、ナバラ王国の王（在位：925年 - 931年）。パンプローナ副王ガルシア・ヒメネスとその2番目の妃ダディルディス・デ・パリャースの息子で、ナバラ王サンチョ・ガルセス1世の弟。兄サンチョ・ガルセス1世が死去した時、兄の息子ガルシア・サンチェス1世がまだ幼かったため、ヒメノが兄の跡を継いでヒメノ朝の第2代君主となった。

## 生涯
927年、ヒメノは軍を率いて南に向かい、コルドバの後ウマイヤ朝と同盟を結んていたバヌ・トゥジブ家に対してバヌ・カシ家のムハンマド・イブン・ルブ・イブン・ムハンマドを支援した。コルドバのアミールであるアブド・アッラフマーン3世はヒメノの存在により戦いを挑むことをせず、撤退を余儀なくされた。928年までにヒメノの甥ガルシア・サンチェスは「共同支配者として正式に統治に加わった」。サン・フアン・デ・ラ・ペーニャ修道院の公文書保管所にある、フォルトゥン・ガルセス王時代に定められた国境を確認した文書は、「（前述の王）ヒメノ・ガルセスがパンプローナおよびデヨにおいてヒメノの被後見人ガルシア卿と共に統治していた」ときに発行された。ヒメノが931年に死去すると、甥ガルシア・サンチェス1世がヒメノの義姉（兄の妃かつ妻の姉）であった母トダの指導の下、単独統治を開始した。

## 結婚と子女
ヒメノはララウン領主アスナール・サンチェスの娘でパンプローナ王フォルトゥン・ガルセスの孫にあたるサンチャ・アスナレスと結婚した。サンチャの姉トダはヒメノの兄サンチョ・ガルセス1世と結婚していた。また、サンチャはアブド・アッラフマーン3世の近親者でもあった。サンチャとヒメノには3子が生まれた。
- ガルシア - 母サンチャと一緒にガスコーニュに向かった
- サンチョ - バイロの伯ガルシアの娘キシロと結婚
- ダディルディス - ウエスカのワーリーであるアル・タウィルの息子でアラゴン伯アスナール・ガリンデス2世の孫にあたるムサ・アスナールと結婚

また、愛妾との間に1男がいる。
- ガルシア - コルドバで死去[5]